# Chambre régionale de commerce et d'industrie du Languedoc-Roussillon
 (janvier 2016).
 (janvier 2016).
Si vous disposez d'ouvrages ou d'articles de référence ou si vous connaissez des sites web de qualité traitant du thème abordé ici, merci de compléter l'article en donnant les références utiles à sa vérifiabilité et en les liant à la section « Notes et références ».
Le siège social de la chambre de Commerce et d'Industrie Languedoc-Roussillon (CCI LR) est situé sur la commune de Pérols, département de l'Hérault.
La CCI LR est un organisme chargé de représenter les intérêts des entreprises commerciales, industrielles et de service du Languedoc-Roussillon. Elle regroupe les CCI de la région Languedoc-Roussillon.
Elle est placée sous la tutelle du préfet de région représentant le ministère chargé de l'industrie et le ministère chargé des PME, du Commerce et de l'Artisanat.

## Historique
(janvier 2016).
Le 28 septembre 1938 sont créées les Régions économiques de la CCI.
L'ensemble des départements de l'Aude, de l'Aveyron, du Gard, de l'Hérault, de la Lozère et des Pyrénées-Orientales représentent alors la dixième Région à s'inscrire dans cette démarche; On y établit le siège administratif à Montpellier; lequel est officiellement fixé par un Arrêté, le 24 février 1965, comme étant bien le Siège de la Chambre Régionale de Commerce et d'Industrie Languedoc-Roussillon. C'est Jacques Pelissier qui est, à ce moment-là, Préfet de Région.
En septembre 1969, on décide d'installer la Chambre dans les locaux indépendants de la chambre de Commerce et d'Industrie de Montpellier, 1 place des Charmilles, avenue de Lodève. Puis, le 21 octobre 1988 de nouveaux locaux sont inaugurés dans la ZAC d'Alco. On déménage encore ces locaux en juin de l'année 2000 pour atterrir au 273 avenue de la Pompignane.
Et enfin, depuis le 15 décembre 2016, la Chambre de commerce et d'industrie territoriale de l'Hérault est établie à l'Hôtel Saint-Côme au 32 Grand'rue Jean Moulin (34000),

## Service aux entreprises
- Création/transmission et reprise d'entreprise
- Aides aux entreprises
- International avec CCI International Languedoc-Roussillon
- Innovation ARIST
- Formation et emploi

## Économie et Territoire
- Observatoire économique régional
- Études et Développement
- Aménagement et développement du territoire
- Eurorégion Pyrénées Méditerranée
- Environnement
- Tourisme
- Commerce et Services
- Industrie

## Les CCI du Languedoc-Roussillon
- chambre de commerce et d'industrie d'Alès-Cévennes ;
- chambre de commerce et d'industrie de Béziers
- chambre de commerce et d'industrie de Carcassonne
- chambre de commerce et d'industrie de la Lozère ;
- chambre de commerce et d'industrie de Montpellier ;
- chambre de commerce et d'industrie de Narbonne
- chambre de commerce et d'industrie de Nîmes
- chambre de commerce et d'industrie de Perpignan
- chambre de commerce et d'industrie de Sète - Frontignan - Mèze

## Les Présidents de la CCI Languedoc-Roussillon
1965-1967  Robert Dubois
1968           Auguste Puech
1969-1970  Henri Cassan
1971-1973  Marcel Garcin
1974-1979  Henri Cassan
1980-1985  Pierre Lanvers
1986-1994  Henri Cassan
1995-1997  Pierre Dhombres
1998-2005  Jacques Talmier
2006-2007  Michel Fromont
2008-2010  Serge Clausse
2001           Bernard Fourcade

## Pour approfondir